# Josefina de Vasconcellos
Pour les articles homonymes, voir Vasconcellos.
Josefina de Vasconcellos, née le 26 octobre 1904, morte le 20 juillet 2005, est une sculptrice anglaise d'origine brésilienne.

## Biographie
Josefina de Vasconcellos suit les cours d'Antoine Bourdelle à l'Académie de la Grande Chaumière, à Paris en 1923. Elle concourt pour le prix de Rome en sculpture de 1930, mais sans succès.

## Œuvre
Son œuvre la plus célèbre est nommée à l'origine Reunion, une sculpture commandée en 1977 par l'Université de Bradford représentant un homme et une femme enlacés par-dessus des fils de fer barbelés. Après restauration dans l'atelier de l'artiste, elle est à nouveau présentée et retitrée Reconciliation en 1994 . En 1995, pour marquer le 50e anniversaire de la fin de la Seconde Guerre mondiale, deux exemplaires en bronze sont placés dans les ruines de la cathédrale Saint-Michel de Coventry en Angleterre et dans le parc de la Paix d'Hiroshima au Japon. Un autre exemplaire est conservé dans la propriété du château de Stormont dans la province d'Ulster ainsi qu'en 1999 au Mur de Berlin ou en 2000 à Belfast en Irlande du nord .